# 스페이스 비글 호의 항해
《스페이스 비글 호의 항해》(The Voyage of the Space Beagle)는 A. E. 밴보트의 1950년 스페이스 오페라 작품이다. 1952년 《행성간 임무》(Mission: Interplanetary)라는 제목으로 재출간되었다. 1980년대, 한국에서 《우주 공중전》이라는 제목으로 해적판이 간행된 바 있다.

## 개요
1천 명에 가까운, 화학적으로 거세된 남성들로만 이루어진 승무원들이 탑승한 거대한 구형 우주선이 은하간 공간을 돌아다니면서 여러 종류의, 대개 적대적인 외계 생명체들과 조우하게 된다는 이야기다.
책의 제목은 찰스 다윈이 HMS 비글을 타고 5년간 세계일주를 한 경험을 쓴 책 《비글 호의 항해기》를 이용한 것이다.

## 줄거리
책의 내용은 네 개의 부분으로 거칠게 나눌 수 있다.
첫 번째 부분, 검은 파괴자. 스페이스 비글 호는 사막으로 뒤덮인 황량한 행성에 착륙한다. 사슴과 유사하게 생긴 생물의 무리가 보이고, 지평 너머로 고대의 도시의 폐허가 발견된다. 이 행성에 사는 고양이와 유사하고 어깨에 촉수가 달린 생물인 케럴(Coeurl)은 지적이나 매우 포악하고 굶주린 상태이다. 케럴은 지능이 떨어지는 동물인 척 위장하고 우주선에 접근, 우주선 안에 침입해 수많은 승무원들을 살해한다. 그러다 우주선이 위험에 처한 척 위장한 것에 속아 구명정을 타고 떨어져 나간다. 속았다는 것을 깨달은 케럴은 자살해 버린다.
두 번째 부분, 신경계 전쟁. 새[鳥]와 비슷하게 생긴 외계종족 리임(Riim)이 쏘아보낸 텔레파시로 인해 우주선 승무원들 사이에 내분이 일어나고, 싸움 결과 우주선이 거의 파괴될 지경에 이른다. 리임은 딱히 적대적 의사를 지닌 것은 아니었으나, 인간의 심리로는 그들의 정중한 신호를 이해할 수 없었던 것이다. 그로브너의 텔레파시 현상에 대한 지식 덕분에 우주선은 파괴를 면한다.
세 번째 부분, 주홍색 불협화음. 우주선은 심우주 속을 떠다니는 진홍색 존재 익스톨(Ixtl)과 조우한다. 익스톨은 우리 우주가 생성된 대폭발 이전의 우주를 지배했던 잔인한 종족의 생존자이다. 익스톨은 번식을 하기 위해 우주선에 올라타 승무원들을 납치해 그들의 뱃속에 기생하는 알을 심는다. 모든 승무원들이 배에서 일시적으로 떠나자 더 이상 먹이가 남아있지 않다고 속은 익스톨은 배를 떠난다.
마지막 부분, 안드로메다자리 M33. 은하계 단위로 펼쳐져 있는 의식 존재인 아나비스(Anabis)와 조우한다. 이번에 만난 존재도 악의적이고 굶주렸으며 공격적이다. 아나비스의 정체는 살아있는 생명체의 죽음을 먹고 사는 은하 크기의 윌오더위스프로, 이놈이 뿌리를 내린 은하는 모든 지적 생명체를 잃게 된다. 그로브너는 스페이스 비글 호의 승무원들을 세뇌하여 아나비스를 심우주 속으로 유인해 몇 년 동안 달고 다니고, 그 결과 아나비스를 굶겨 죽인다.
이러한 과정들이 있는 동안 우주선에 탑승한 과학자들과 군인들 사이의 알력과 권력다툼 역시 묘사되고 있다.